# Oryporan insolitus
Oryporan insolitus — вид ранніх примітивних плазунів-проколофономорфів родини проколофонів (Procolophonidae), що існував у ранньому тріасі. Скам'янілі рештки виду знайдені у відкладеннях формації Санга-ду-Кабрал у штаті Ріо-Гранде-ду-Сул на півдні Бразилії.